# Rajd Wybrzeża Kości Słoniowej 1989
Rajd Wybrzeża Kości Słoniowej 1989 (21. Rallye Cote d’Ivoire) – 21 Rajd Wybrzeża Kości Słoniowej rozgrywany na Wybrzeżu Kości Słoniowej w dniach 29 października-2 listopada. Była to dwunasta runda Rajdowych Mistrzostw Świata w roku 1989. Rajd został rozegrany na nawierzchni szutrowej. Bazą rajdu było miasto Abidżan.

## Wyniki końcowe rajdu[1]
| Msc. | Kierowca        | Pilot                | Samochód                 | Czas     | Strata   | Grupa | Punkty |
| ---- | --------------- | -------------------- | ------------------------ | -------- | -------- | ----- | ------ |
| 1    | Alain Oreille   | Gilles Thimonier     | Renault 5 GT Turbo       | 8:32.54  | 0.0      | N4    | 20     |
| 2.   | Patrick Tauziac | Claude Papin         | Mitsubishi Starion Turbo | 11:36.50 | +3:03.56 | A8    | 15     |
| 3.   | Adolphe Choteau | Jean-Pierre Claverie | Toyota Corolla GT        | 13:41.07 | +5:08.13 | A6    | 12     |
| 4.   | André Gahinec   | Yvan Aimon           | Toyota Corolla 16V       | 14:20.48 | +5:47.54 | A6    | 10     |
| 5.   | Patrice Servant | David Charbonnel     | Toyota Corolla 16V       | 15:24.04 | +6:51.10 | N2    | 8      |
| 6.   | José Graziani   | Denis Occelli        | Toyota Corolla 16V       | 15:27.47 | +6:54.53 | A6    | 6      |
| 7.   | Benoît Antoine  | Christian Raymond    | Peugeot 205 GTI          | 16:01.52 | +7:28.58 | N2    | 4      |

## Klasyfikacja po 12 rundach
Tabele przedstawiają tylko pięć pierwszych miejsc.

### Kierowcy
| Lp. | Kierowca        | Pkt |
| --- | --------------- | --- |
| 1   | Miki Biasion    | 106 |
| 2   | Alex Fiorio     | 65  |
| 3   | Mikael Ericsson | 50  |
| 4   | Didier Auriol   | 50  |
| 5   | Juha Kankkunen  | 48  |

### Producenci
| Lp. | Producent | Pkt |
| --- | --------- | --- |
| 1   | Lancia    | 140 |
| 2   | Toyota    | 84  |
| 3   | Mazda     | 59  |
| 4   | Audi      | 43  |
| 5   | Renault   | 40  |